# Klokkengevel

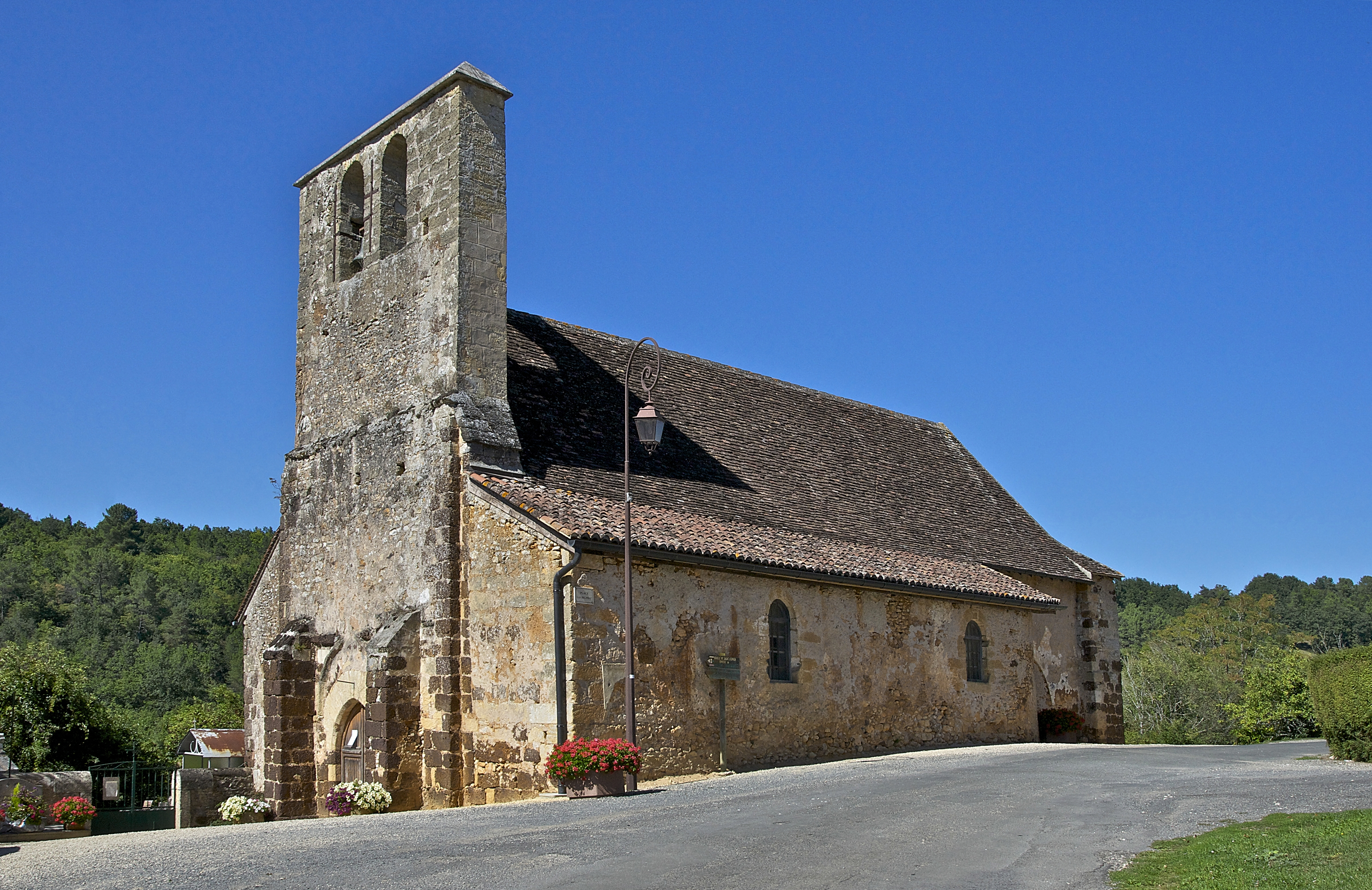
Een klokkengevel

Een klokkengevel is een soort klokkentoren die uit slechts één gevel bestaat. De klokkengevel bestaat uit een wat hoger opgetrokken deel in de gevel van een kerk of kapel. In deze verhoging bevinden zich openingen waar de klokken in hangen.
Klokkengevels komen vooral in Zuid-Europa veel voor. Het is een typerend voorbeeld van het simplisme in de romaanse architectuur.